# Saint-François-Xavier (metropolitana di Parigi)
Saint-François-Xavier è una stazione della linea 13 della metropolitana di Parigi.

## La stazione
La stazione è stata inaugurata nel 1923.
Il suo nome è mutuato dalla chiesa di San Francesco Saverio che si trova nelle vicinanze della stazione, intitolata al gesuita spagnolo che fondò delle missioni in India, Giappone ed in Cina.

## Interconnessioni
- Bus RATP - 82, 87, 92